# Agência Europeia para a Segurança e a Saúde no Trabalho
A Agência Europeia para a Segurança e Saúde no Trabalho (sigla: OSHA) é um organismo da União Europeia que congrega conhecimentos e informações na área da saúde e da segurança no trabalho e sensibilizar para a sua necessidade, procurando em especial criar uma cultura de prevenção efectiva. A sua sede localiza-se em Bilbau, na Espanha.